# Enrique Curti
Enrique Curti Cannobio (Santiago, 21 de mayo de 1899 - 14 de septiembre de 1992) fue un ingeniero civil y político conservador chileno.
Hijo de Aquiles Curti Reyes y de Mariana Cannobio. Estuvo casado con Martha Venegas Venegas. Realizó sus estudios primarios y secundarios en el Colegio de Los Sagrados Corazones. Luego de finalizar su etapa escolar, ingresó a la Pontificia Universidad Católica de Chile, donde se tituló de ingeniero en 1921. Realizó diversos trabajos en obras públicas en la Provincia de Concepción.
Militante del Partido Conservador, en 1945 fue elegido diputado por la 17.ª agrupación departamental de Tomé, Concepción, Talcahuano, Yumbel y Coronel, integrando las Comisiones de Gobierno Interior, de Hacienda y de Vías y Obras Públicas. Fue reelegido por la misma zona en 1949.
En 1953 fue elegido senador por la 7.ª agrupación provincial de Ñuble, Concepción y Arauco en representación del Partido Conservador Tradicionalista. Se incorporó a las Comisiones de Gobierno Interior; de Minería; Mixta de Presupuesto; de Agricultura y Colonización; de Economía y Comercio, presidiéndola; de Trabajo y Previsión Social; de Defensa Nacional y de Obras Públicas. Fue reelegido en 1961, esta vez como integrante del Partido Conservador Unido.
En la parte final de su período parlamentario pasó a integrar el Partido Nacional. 
En 2002 su familia donó al Senado el cuadro "Combate entre la fragata Lautaro y la antigua Esmeralda" del pintor chileno Álvaro Casanova Zenteno, el que era de su propiedad. La pintura fue instalada en el edificio del Congreso Nacional de Santiago.